# Léo Jaraguá
Leonardo Mendonça da Rosa, meglio conosciuto con lo pseudonimo Léo Jaraguá (Jaraguá do Sul, 21 maggio 1987), è un giocatore di calcio a 5 brasiliano naturalizzato kazako.

## Biografia
È cugino del portiere Willian, anch'egli calcettista professionista, con cui ha giocato per due stagioni nel Joinville.

## Carriera

### Club
Di ruolo centrale, Léo Jaraguá cominciò la carriera in Brasile, per poi trasferirsi, nel 2009, al Qairat. Rimane in Kazakistan per sette stagioni consecutive, laureandosi per due volte campione d'Europa. Il soprannome "Léo Jaraguá" risale a questo periodo e dipese dalla necessità dell'allenatore Banana di distinguerlo dai compagni Léo Santana e Léo Higuita.
Nell'annata 2016-2017 viene ceduto in prestito allo Sporting Lisbona, dove rimane fino al giugno successivo, quando torna al Kairat.
Nell'estate del 2019 torna allo Sporting, questa volta a titolo definitivo, con cui a fine stagione vince la sua terza UEFA Champions League – nonché la prima per i lusitani.

### Nazionale
Ottenuta la cittadinanza kazaka durante la sua militanza al Qairat, Léo Jaraguá ha debuttato nella selezione kazaka nel 2015. L'anno successivo conquista la medaglia di bronzo al campionato europeo di Belgrado.

## Palmarès

### Competizioni nazionali
- Campionato portoghese: 1

Sporting CP: 2016-17
- Campionato kazako: 8

Kairat Almaty: 2009-10, 2010-11, 2011-12, 2012-13, 2013-14, 2014-15, 2015-16, 2017-18
- Coppa di Brasile: 1

Jaraguá: 2006
- Coppa di Portogallo: 1

Sporting CP: 2018-19
- Coppa del Kazakistan: 6

Kairat Almaty: 2009-10, 2012-13, 2013-14, 2014-15, 2015-16, 2017-18
- Coppa di Lega: 1

Sporting CP: 2016-17
- Supercoppa di Portogallo: 1

Sporting CP: 2018
- Supercoppa del Kazakistan: 4

Kairat Almaty: 2012, 2013, 2014, 2017

### Competizioni internazionali
- Coppa UEFA / UEFA Futsal Champions League: 3

Kairat Almaty: 2012-13, 2014-15
Sporting CP: 2018-19
- Coppa Intercontinentale: 1

Kairat Almaty: 2014